# Акбулак (Чингірлауський район)
Акбула́к (каз. Ақбұлақ) — село у складі Чингірлауського району Західноказахстанської області Казахстану. Адміністративний центр Акбулацького сільського округу.
Населення — 500 осіб (2021; 872 у 2009, 1303 у 1999, 1676 у 1989).
До 2018 року село називалось Тасмола.